# صلح حدیبیه
صلح حدیبیه پیمانی است که بر اساس روایت منابع اسلامی، محمد و پیروان وی از مدینه با بت‌پرستان مکه بستند. این پیمان در مارس سال ۶۲۸ پس از میلاد برابر با ذی القعده ۶ هجری بسته شد که به کاهش شدت جنگ میان قریشیان مکه و پیروان محمد انجامید.

## پیشینه
محمد، پس از انجام چند جنگ با  قبائل اطراف یثرب، مدتی را در آن شهر ماند؛ آن‌گاه به همراه عده‌ای از پیروانش برای به‌جا گزاردن عمره راهی مکه شد. محمد، در نزدیکی عسفان با افرادی از بنی‌خزاعه برخورد، و آن‌ها محمد را آگاه کردند که سران قریش نیروهای خود را گردآورده و خواسته‌اند از ورود مسلمانان به مکه جلوگیری کنند. آنان همچنین خالد بن ولید را با ۲۰۰ سوار تا کراع‌الغمیم فرستادند. محمد از این‌جا مسیر خود را تغییر داد و در نقطه‌ای به نام حدیبیه فرود آمد. خالد نیز به سمت حدیبیه حرکت کرد و در روبه‌روی مسلمانان موضع گرفت. قریش، در مدت اقامت محمد در حدیبیه، ۴ نماینده نزد وی فرستادند. این ۴ نماینده به نام‌های بدیل خزاعی، مکرز، حلیس بن علقمه و عروة بن مسعود ثقفی به مذاکره با محمد پرداختند اما این مذاکرات نتیجه ای نداشت و به صلح نینجامید.

## نمایندگان محمد در بین قریش
محمد، عثمان بن عفان را به مکه فرستاد تا نماینده او در آن شهر باشد. عثمان در پناه آبان بن سعید وارد مکه شد و پیام محمد را به سران قریش رسانید.
پس از چندی، گروهی این خبر را به محمد رساندند که عثمان کشته شده‌است.
محمد نیز از همگان زیر درختی به نام سمره بیعت گرفت. این بیعت به بیعت رضوان مشهور شد. پس از چندی، روشن شد که عثمان کشته نشده‌است؛ هم‌زمان با بازگشت عثمان نماینده پنجم قریش به نام سهیل بن عمرو فرمان یافت به سوی محمد برود و پیمان‌نامه صلحی را با وی امضا کند و قرارداد چنین باشد که محمد امسال به مدینه بازگردد و سال دیگر به مکه بازآید.(نپذیرفتن 
نگارش بسم الله رحمن رحیم در آغاز صلح نامه از سمت سهیل بن عمرو  و اصرار به ثبت و نگارش باسمک اللهم که قریشیان مکه در پیمان های خود ثبت می نموده اند و پذیرش این موضوع از سمت پیامبر اسلام ) 

## مفاد صلح‌نامه حدیبیه
- قریش و مسلمانان پیمان می‌بندند که در ده‌سال، با یک‌دیگر نجنگند و به یک‌دیگر شبیخون نزنند.
- هرگاه فردی از مکه از میان قریش بگریزد و به مسلمانان پناه آورد، محمد باید او را به قریش بازگردانند، ولی اگر یکی از مسلمانان به سوی قریش گریخت، قریش موظف به بازگرداندن او نیست[۳] (البته در این صلح‌نامه طبق آیه ۱۰ سوره ممتحنه، بازگرداندن زنان مؤمنی که از مکه به مدینه می‌گریختند، ممنوع شده بود).
- قریش و مسلمانان آزادند با هر قبیله‌ای که خواستند پیمان ببندند.
- محمد و پیروان او بایست این سال به مدینه بازگردند و در سال آینده و سال‌های پس از آن، می‌توانند برای زیارت کعبه به مکه بیایند، به شرط آن‌که سه روز بیشتر در مکه نمانند و سلاحی جز شمشیر در غلاف، به همراه نداشته باشند.
- مسلمانانی که در مکه هستند، به موجب این پیمان، در انجام تکالیف و اعتقادات مذهبی خود آزادند و کسی حق ندارد به آنان آزار برساند یا آن‌ها را مسخره کند، یا آنان را به رها کردن آئین اسلام، وادار کند؛ بت‌پرستان قریش نیز در انجام عبادات مذهبی در مدینه آزاد هستند و مسلمانان حق تعرض به آن‌ها را ندارند.
- قریش و مسلمانان پیمان می‌بندند که اموال یک‌دیگر را به رسمیت بشناسند.
- مسلمانانی که از مدینه به مکه وارد می‌شوند، جان و مالشان محترم است و کسی حق تعرض به آنان را ندارد.[۴]

## نتایج
در سال ششم هجرت، این پیمان صلح سبب انتشار اسلام در بین عربستان و در خارج از مرزهای عربستان شد.
محمد، دست به تبلیغات گسترده‌ای زد و حتی برخی از پادشاهان کشورهای بزرگ جهان از جمله هراکلیوس امپراتور بیزانس و خسروپرویز شاه ایران را به اسلام فراخواند. البته این مطلب نمی‌تواند صحیح باشد. زیرا خسرو پرویز در ماه فوریه سال ۶۲۸ میلادی درگذشت،اما این صلح‌نامه در ماه مارس همان سال بسته‌شد.
محمد، در سال هفتم هجرت بنا به پیمانی که با قریش بسته بود به مکه رفت و عمره را به‌جای آورد.
اندکی پس از امضای پیمان یکی از مردم مکه به نام ابو بصیر که مسلمان شده و به مدینه گریخته بود، طبق پیمان حدیبیه به مردم مکه تسلیم شد، اما او در بین راه از چنگ محافظان خود گریخت و در نقطه‌ای که بر سر کاروان قریش به شام است موضع گرفت. اندک اندک عده‌ای از مسلمانان مکه به او پیوستند و برای کاروان قریش خطر جدی پدید آوردند. قریش از پیامبر خواستند تا آن افراد را به مدینه راه دهد؛ بدین ترتیب بند مربوط به استرداد یک طرفه فراریان به درخواست قریش لغو شد.
در طی این پیمان، بنی بکر با قریش و بنی خزاعه با مسلمانان همسو شدند. آنها برای مدتی صلح را حفظ کرده بودند.  با این حال، انگیزه های اساسی ناشی از دوران قبل از اسلام، که با میل مداوم برای انتقام تشدید شده بود، در نهایت منجر به تجدید خصومت ها شد. 
بنی بکر در شعبان سال ۸ هجری قمری در الوتیر علیه بنی خزاعه بدون توجه به مفاد پیمان حمله کردند.  گروهی از قریش به ریاست صفوان بن امیه، عکرمه بن عمرو و سهیل بن عمرو، بدون اطلاع ابوسفیان بن حرب، در تاریکی، مردان و اسلحه در اختیار بنی بکر قرار دادند. اعضای بنی خزاعه در مواجهه با تجاوزات به حریم کعبه پناه بردند.  اما از آنان در امان نمانده و نوفل، رهبر بنی بکر، بیست تن از آنان را برخلاف آداب و رسوم مقرر کشت.  در پاسخ، بنی خزاعه بلافاصله هیئتی را به مدینه اعزام کردند تا به محمد از نقض آتش بس اطلاع دهند و از او کمک بخواهند.
در اندک مدتی، محمد عازم برای فتح مکه شد.